# Birinig
Le birinig ou kilhou bihan est un jeu d'adresse de l’ouest de la Bretagne.
Ce jeu est inscrit à l'Inventaire du patrimoine culturel immatériel en France.

## Historique
Ce jeu est connu depuis très longtemps, en particulier dans les ports du Nord Finistère. Il semble que ce jeu a pour origine le skittle table (ou quilles de table) des garnisons anglaises présentes dans les ports. À cette époque, les soldats organisaient des paris, comme aux dés. Le comptage des points, similaires aux dart’s des pubs anglais, semble confirmer l'origine du jeu.

## Pratique
Ce jeu a la particularité de pouvoir se pratiquer en intérieur, sur table. Il est constitué d'un support d'environ 85X55 cm (caisse en bois avec un plateau central pour poser les quilles) sur lequel est planté un mât d'environ un mètre de haut. Une boule de bois est fixée au bout d'une cordelette qui pend de ce mât. Neuf petites quilles de bois sont disposées sur le plateau intérieur.
Il s'agit d'un jeu de lancer de précision et d'analyse de trajectoires. Il faut parvenir à faire chuter un maximum de quilles, à l'aide de la boule de bois que l'on fait tourner autour du mât en décrivant un cercle complet. Au bout de 3 essais successifs, le tour passe au joueur suivant.
Les joueurs, chacun à leur tour, lancent la bille. Celle-ci tourne autour du mât.
La gravitation la fait descendre jusqu'à faire tomber les quilles.
On comptabilise le nombre de quilles tombées, le premier joueur arrivant à comptabiliser 101 ou 51 points gagne la partie. Une variante ne prend pas en compte les points, celui qui fait tomber le plus de quilles a gagné.